# So Yesterday
So Yesterday – piosenka nagrana przez Hilary Duff na jej drugi album Metamorphosis (2003). Wydana jako pierwszy singel promujący płytę 29 lipca 2003 w USA. Numerem #42 w Billboard Hot 100. W pierwszej dziesiątce w Australii, Francji i Wielkiej Brytanii, gdzie został wydany jako debiutancki singel. Piosenka została napisana przez Lauren Christy, Scott Spock, Graham Edwards, Hilary Duff i Charlie Midnight, a wyprodukował ją Andre Recke.

## Teledysk
Na teledysku do singla, Duff nabija się z byłego chłopaka, aby powiedzieć mu, że zerwali, i że z nimi koniec. Po kradzieży jego ubrań z plaży, spędza kilka dni na anonimowym podrzucaniu zdjęć, które pokazują przypadkowych nieznajomych noszących jego T-shirt, do jego skrzynki pocztowej. Jego dezorientacja zmienia się w osłupienie, gdy otrzymuje finałową paczkę zawierającą jego koszulkę i zdjęcie przedstawiające Duff w bluzce z napisem "you're so yesterday" (ang. jesteś taki wczorajszy).
Teledysk był kręcony głównie w okolicach Venice Beach i Marina del Rey. Reżyserem był Chris Applebaum, obraz po raz pierwszy został pokazany w programie Making The Video na kanale MTV 26 lipca 2003.
Później został numerem #9 w Total Request Live, ale osiągnął szczyt po 27 dniach odliczania. Teledysk ostatni raz pokazał się na liście 8 października 2003 jako numer #2. Był również pokazywany na MuchMusic.

## Remiksy i pozostałe informacje
Piosenka znalazła się na płytach Planet Pop, Vol. 6, YTV Big Fun Part Mix: Reloaded, Disney Artist Karaoke Series: Hilary Duff i albumie kompilacyjnym Duff Most Wanted wydanym w 2005 roku. Remiksy "So Yesterday" zawierają "Thunderpuss" remix i dance remix.

## Rankingi
Piosenka debiutowała na Billboard Hot 100 jako numer #53, gdzie została przez dwa tygodnie. W następnym tygodniu spadła dwie pozycje (#55), gdzie została przez kolejny tydzień. W następnym tygodniu spadło na pozycję #73, ale następnie powoli wzrastała do osiągnięcia numeru #42 pięć tygodni później, później spędziła jeszcze 10 tygodni na liście i wypadła z rankingu. W Australii piosenka debiutowała jako numer 39. Po ośmiu tygodniach przebywania na liście zajęła #8 pozycję; po spadku sprzedaży piosenka stopniowo spadała aż wypadła z top 50, 20 tygodni po debiucie. Singel był na 49. pozycji w rankingu najlepiej sprzedających się w Australii w 2003 roku. Piosenka została także ogłoszona platynową w 2004 roku. Piosenka znalazła się w pierwszej dziesiątce w wielu europejskich państwach takich, jak: Holandia, Francja, Irlandia czy Wielka Brytania.
| Ranking (Państwo)                    | Najwyższa pozycja |
| ------------------------------------ | ----------------- |
| U.S. Billboard Hot 100 (USA)         | 42                |
| U.S. Top 40 Mainstream (USA)         | 15                |
| U.S. Top 40 Tracks (USA)             | 25                |
| U.S. Hot 100 Singles Sales (USA)     | 1 (2x)            |
| Singapore Singles Top 20 (Singapur)  | 1                 |
| Canada Singles Top 100 (Kanada)      | 2                 |
| Dutch Top 40 (Holandia)              | 4                 |
| Ireland Singles Top 50 (Irlandia)    | 6                 |
| Taiwan Singles Top 20 (Tajwan)       | 6                 |
| UK Singles Top 75 (Wielka Brytania)  | 7                 |
| Australia Singles Top 50 (Australia) | 8                 |
| France Singles Top 100 (Francja)     | 8                 |
| Mexico Singles Top 100 (Meksyk)      | 8                 |
| Belgium Singles Top 50 (Belgia)      | 11                |
| Japan Singles Top 100 (Japonia)      | 13                |
| Italy Singles Top 50 (Włochy)        | 18                |
| New Zealand Top 40 (Nowa Zelandia)   | 23                |
| Swiss Singles Top 100 (Szwajcaria)   | 28                |
| Germany Singles Top 100 (Niemcy)     | 46                |
| Europe Official Top 100 (Europa)     | 30                |
| World Chart Show (Świat)             | 25                |
| World Official Top 100 (Świat)       | 10                |
| Airplay World Top 100 (Świat)        | 18                |

## Ścieżka
- singel CD (wersja australijska)

1. "So Yesterday" (Christy, Lauren/Midnight, Charlie/Edwards, Graham/Spock, Scott) – 6:59
2. "Workin' It Out" (Midnight, Charlie/Pettus, Charlton/Swersky, Marc) – 3:21
3. "So Yesterday [Multimedia Track]"

- singel CD (wersja brytyjska)

1. "So Yesterday" (Christy, Lauren/Midnight, Charlie/Edwards, Graham/Spock, Scott) – 3:36
2. "Girl Can Rock" (Midnight, C./Weston, D. Jr.) – 3:25
3. "Album Megamix"

- singel CD wyd. 2 (wersja brytyjska)

1. "So Yesterday" (Christy, Lauren/Midnight, Charlie/Edwards, Graham/Spock, Scott) – 3:36
2. "Workin' It Out" (Midnight, Charlie/Pettus, Charlton/Swersky, Marc) – 3:21
3. "So Yesterday" [Thunderspuss Mix] (Christy, Lauren/Midnight, Charlie/Edwards, Graham/Spock, Scott)

- singel CD (wersja europejska)

1. "So Yesterday" (Christy, Lauren/Midnight, Charlie/Edwards, Graham/Spock, Scott) – 3:36
2. "So Yesterday" [Thunderspuss Mix] (Christy, Lauren/Midnight, Charlie/Edwards, Graham/Spock, Scott)